# Monistrol-sur-Loire
Monistrol-sur-Loire is een gemeente in het Franse departement Haute-Loire (regio Auvergne-Rhône-Alpes). De gemeente telde 8.874 inwoners op 1 januari 2022. De plaats maakt deel uit van het arrondissement Yssingeaux.

## Geschiedenis
Rond het jaar 900 bestond er al een parochie in Monistrol. Die kreeg relieken van de heilige Marcellin toevertrouwd. Rond het jaar 1000 werd een burcht gebouwd op een hoogte boven de kerk. In het midden van de 12e eeuw werd een nieuwe, romaanse kerk gebouwd, waarvan delen nog te zien zijn in de huidige kerk. De heer van Monistrol was vanaf 1270 de bisschop van Le Puy-en-Velay, die regelmatig in Monistrol resideerde in het bisschopskasteel (château des Évêques). Dit 13e-eeuws kasteel werd uitgebreid in de 15e en in de 17e eeuw.
Na de Franse Revolutie werden de drie kloosters van de stad gesloten en werd het bisschopskasteel openbaar verkocht.

## Geografie
De oppervlakte van Monistrol-sur-Loire bedroeg op 1 januari 2022 48,25 vierkante kilometer; de bevolkingsdichtheid was toen 183,9 inwoners per km².
De onderstaande kaart toont de ligging van Monistrol-sur-Loire met de belangrijkste infrastructuur en aangrenzende gemeenten.

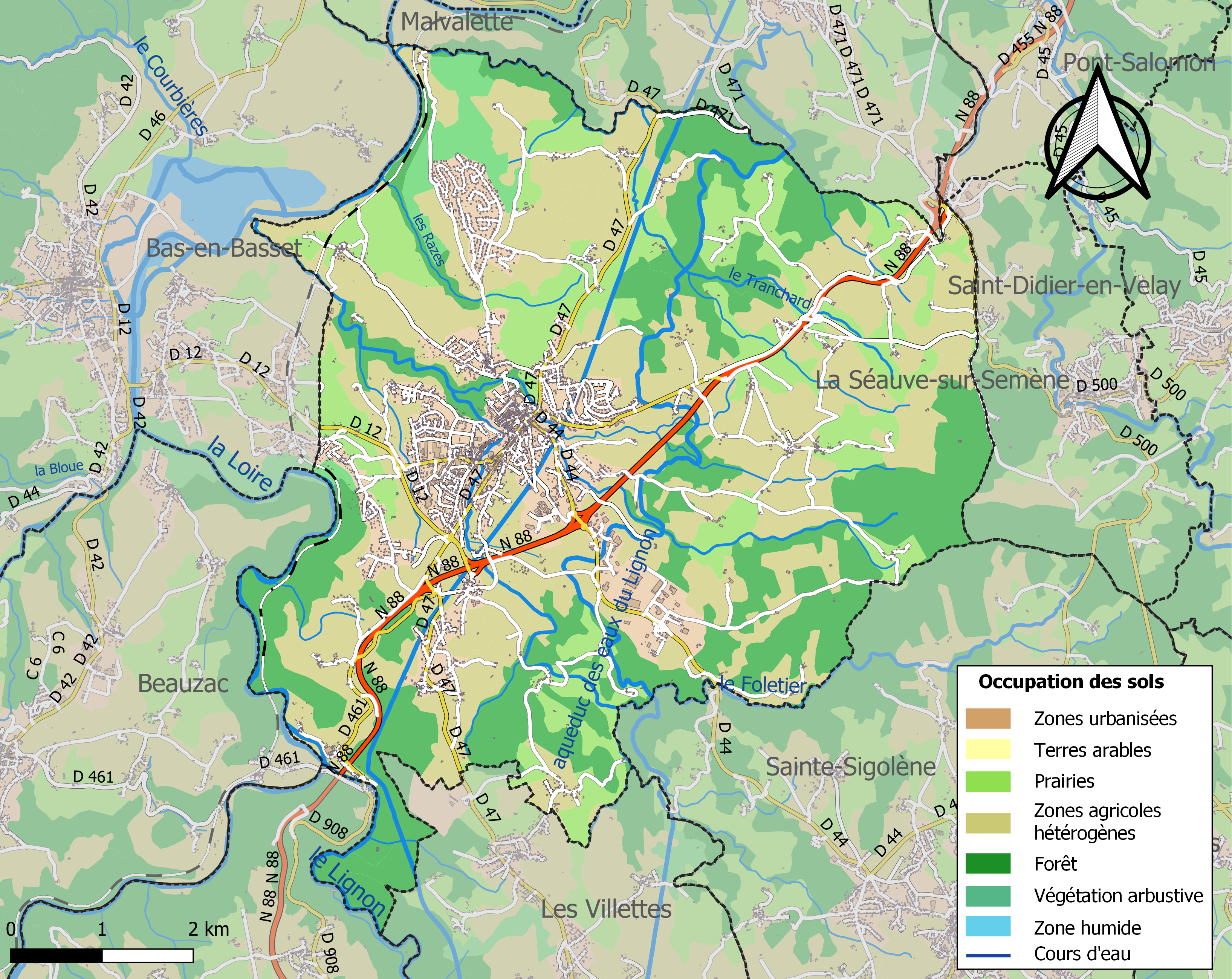

## Demografie
Onderstaande figuur toont het verloop van het inwonertal (bron: INSEE-tellingen).